# 尾道警察署

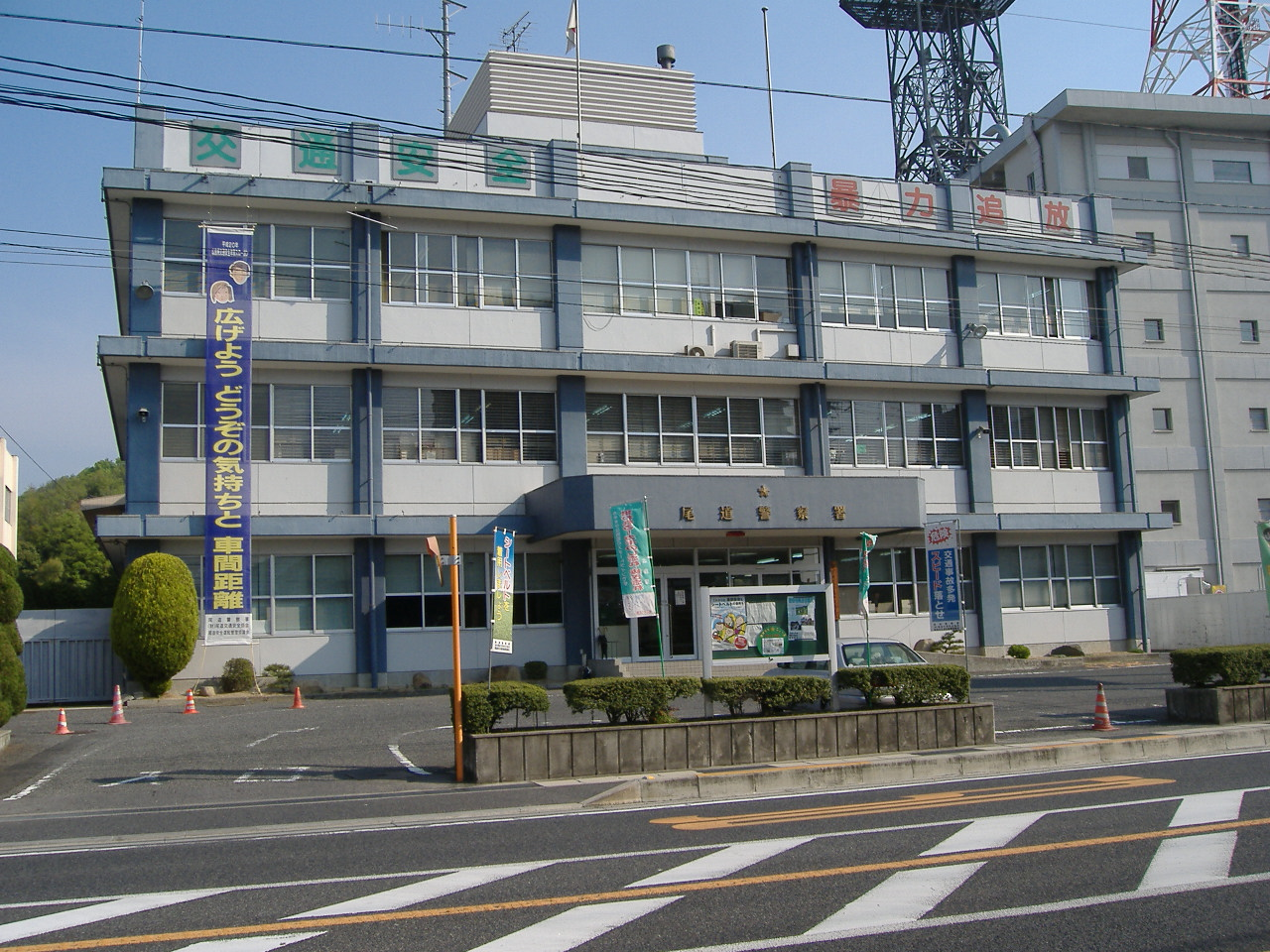
尾道警察署

尾道警察署（おのみちけいさつしょ）は広島県警察が管轄する警察署の一つである。

## 所在地
- 〒722-0014　広島県尾道市新浜一丁目7番34号

## 管轄区域
- 尾道市（因島・浦崎・瀬戸田地区を除く）

## 沿革
- 1873年10月第10大区羅卒出張所が設置される。
- 1876年4月第4区警察出張所に改称する。
- 1877年3月尾道警察署に改称する。
- 1881年8月尾道水上警察所が設置される（1946年7月廃止）。
- 1948年1月警察制度の改正により国家地方警察広島県御調地区警察署と自治体警察の尾道警察署、向島西村警察署が設置される。
- 1954年7月前記三警察署が統合され、広島県警尾道警察署が発足する。
- 2018年4月、因島警察署を統合。

## 交番
（）内は所在地。
- 駅前交番（尾道市東御所町）
  - 尾道市のうち栗原西一丁目・二丁目、栗原東一丁目・二丁目、桜町、三軒家町、潮見町、土堂一丁目・二丁目、天満町、西御所町、西土堂町、東御所町、東土堂町、日比崎町、百島町
- 久保交番（尾道市久保三丁目）
  - 尾道市のうち尾崎町、尾崎本町、久保一丁目～三丁目、久保町、十四日町、十四日元町、長江一丁目～三丁目、西久保町、東久保町、防地町
- 栗原交番（尾道市栗原町）
  - 尾道市のうち栗原町、西則末町、久山田町、東則末町、平原一丁目～四丁目、門田町
- 山波交番（尾道市山波町）
  - 尾道市のうち山波町、新高山一丁目～三丁目
- 高須交番（尾道市高須町）
  - 尾道市のうち高須町、東尾道
- 美ノ郷交番（尾道市美ノ郷町三成）
  - 尾道市のうち木ノ庄町市原、木ノ庄町木梨 、木ノ庄町木梨山方、木ノ庄町木門田、木ノ庄町畑、長者原一丁目・二丁目、西藤町、美ノ郷町猪子迫、美ノ郷町白江、美ノ郷町中野、美ノ郷町本郷、美ノ郷町三成
- 向島交番（尾道市向島町川尻）
  - 尾道市のうち向島町、向島町岩子島、向島町立花、向東町
- 吉和交番（尾道市古浜町）
  - 尾道市のうち沖側町、神田町、古浜町、正徳町、新浜一丁目・二丁目、手崎町、東元町、福地町、吉浦町、吉和町、吉和西元町

## 駐在所
（）内は所在地。
- 市駐在所（尾道市御調町市）
  - 尾道市のうち御調町綾目、御調町市、御調町岩根、御調町江田、御調町大原、御調町大町、御調町大山田、御調町貝ヶ原、御調町釜窪、御調町神、御調町国守、御調町公文、御調町三郎丸、御調町下山田、御調町千堂、御調町大蔵、御調町高尾、御調町中原、御調町白太、御調町花尻、御調町平、御調町本、御調町山岡
- 河内駐在所（尾道市御調町丸門田）
  - 尾道市のうち御調町今田、御調町植野、御調町大田、御調町津蟹、御調町徳永、御調町野間、御調町福井、御調町丸河南、御調町丸門田
- 原田駐在所（尾道市原田町梶山田）
  - 尾道市のうち原田町小原、原田町梶山田、御調町菅、御調町大塔、御調町仁野、御調町平木